# Vekenegin evanđelistar
Vekenegin evanđelistar ili časoslov - Zadar, 1096.
Vekenega iz zadarske patricijske obitelji Madijevaca, opatica samostana benediktinki sv. Marije u Zadru i prva Čikina nasljednica na opatskoj stolici 1096. godine naručila je u pisarnici (skriptoriju) samostana sv. Krševana svečani evanđelistar (časoslov).
Vekenegin evanđelistar danas se čuva u Knjižnici Bodleian na Oxfordu. Sadrži 196 listova (veličine 285 x 190 mm). Tekstualni dio listova veličine je 194 x 97 mm, a svaka stranica ima 19 redaka. Tekst je ispisan beneventanskim pismom, koje se u Dalmaciji i Hrvatskoj koristilo od 10. do 13. stoljeća na pergamentu. U njemu je zabilježen dugačak napjev hvalospjeva uskrsnoj svijeći (Exultet), u čijem se zaključnom dijelu spominju bizantski car, zadarski prior, papa, zadarski biskup, a na kraju poimence Vekenega i samostan sv. Marije. Bogato je iluminiran s 165 inicijala.
Hrvatska pošta obilježila je 1996. godine devetstotu obljetnicu Vekeneginog evanđelistara izdavanjem prigodne poštanske marke.